# Krótka, zwycięska wojenka
Krótka, zwycięska wojenka (tyt. oryg. The Short Victorious War) – trzeci tom cyklu o Honor Harrington autorstwa Davida Webera, wydany przez Baen Books w roku 1994.
Akcja powieści rozgrywa się dwa lata po wydarzeniach Honoru królowej. Powraca większość postaci z poprzedniej części, pojawia się kilkanaście nowych. Po raz pierwszy w serii rozgrywa się duża bitwa kosmiczna. Zostaje rozwinięty temat przeszłości głównej bohaterki, zgłębione są też mechanizmy działania floty. Porusza się temat nepotyzmu.
Tytuł jest odniesieniem do słów Wiaczesława von Plehwe: „Aby powstrzymać prąd rewolucji, ten kraj potrzebuje krótkiej, zwycięskiej wojenki”.

## Fabuła
Gwiezdne Królestwo Manticore i Ludowa Republika Haven są na krawędzi wojny. Aby uzyskać więcej przestrzeni w nadciągającym konflikcie, Manticore zawiera sojusz z kilkoma systemami i zakłada bazy wojskowe w kilku innych. Kapitan Honor Harrington obejmuje dowództwo HMS Nike, dumy Królewskiej Marynarki Wojennej Manticore, której pierwszym oficerem jest Mike Henke, dawna przyjaciółka Honor. Na okręt trafia również kilku członków załogi Fearless pod dowództwem kapitan Harrinton. Nike zostaje skierowany do systemu Hancock jako część znajdującej się tam bazy wojskowej i okręt flagowy admirała Sarnowa.
Po dotarciu na miejsce okazuje się, że jednym z oficerów pikiety jest kapitan lord Pavel Young, który w czasach Akademii próbował zgwałcić Honor. Z powodu upokarzającego dla niego zakończenia sprawy w systemie Hancock usiłuje podburzyć ich przełożonych przeciwko Honor, do czego nie dochodzi. Tymczasem kapitan Harrington rozpoczyna romans z byłym pierwszym oficerem Younga, Paulem Tankersleyem.
Tymczasem Ludowa Republika Haven stoi na skraju wojny domowej. Narasta ruch niezadowolonych, przewodzony przez byłego urzędnika Roberta Stantona Pierre’a. By zadowolić ludność i odciągnąć ich od tematów państwowych, Legislatorzy decydują się na rozpoczęcie wojny z Królestwem. Informacja o tym przecieka do wywiadu Manticore i trafia na stację Hancock, której głównodowodzący decyduje się wysłać większość sił do bardziej zagrożonego systemu, pozostawiając w Hancock admirała Sarnowa i kapitan Harrington. Okazuje się jednak, że głównodowodzący źle odgadł zamiary Ludowej Republiki.

## Główne postaci

### Gwiezdne Królestwo Manticore
- Honor Harrington – kapitan Królewskiej Marynarki i dowódczyni HMS Nike. Pochodzi z planety Sphinx w systemie Manticore, której zwiększone ciążenie dało Honor silniejsze mięśnie i relfeks. Uzyskała czarny pas (najwyższy stopień) w sztuce walki coup de vitesse. Ma duże problemy z samooceną: uważa się za „mniej ważną” od lordów Królestwa, brzydką i mniej niż przeciętną. Jest połączona mentalną więzią z treecatem Nimitzem, posiada ograniczone zdolności wyczuwania emocji innych. Po wydarzeniach Honoru królowej ma tytuły hrabiny Królestwa i Patronki (diuka) Protektoratu Graysona. Posiada cybernetyczne lewe oko.
- Gloria Michelle „Mike” Henke – komandor Królewskiej Marynarki, kuzynka królowej Manticore Elżbiety III. Pierwszy oficer HMS Nike. Z Honor znają się z Akademii Marynarki, gdzie dzieliły ze sobą pokój. Ma o wiele bardziej żywiołową i otwartą osobowość niż Harrington, często mówi o tym, że Honor ma zaniżoną opinię o sobie.
- Paul Tankersley – kapitan Królewskiej Marynarki, szef stoczni wojskowej systemu Hancock. Podobnie, jak Mike Henke, jest spokrewniony z królową. Przed przeniesieniem do Hancock był pierwszym oficerem HMS Warlock pod Pavelem Youngiem – Honor spotkała go przelotnie w Placówce Basilisk. Podczas ich pobytu na Hancock zostaje kochankiem Honor.
- Pavel Young – p.o. komodora Królewskiej Marynarki i lord Gwiezdnego Królestwa, dowódca 17. Dywizjonu Krążowników w systemie Hancock. Egocentryk, przekonany o własnej wyższości nad innymi z powodu przynależności do szlachty. W czasach Akademii próbował zgwałcić Honor – skończyło się to dla niego rozległymi złamaniami kości. Nie wniesiono oskarżeń, ponieważ Honor nie sądziła, by ktokolwiek jej uwierzył. Pavel nienawidzi Honor za to, że „upokorzyła go” w Akademii, broniąc się przed gwałtem.
- Mark Sarnow – admirał Królewskiej Marynarki, zastępca dowódcy stacji Hancock. Uznany strateg, znany ze swojego zdrowego rozsądku i inteligentnej strategii. Bezpośredni przełożony Honor, Nike jest jego okrętem flagowym.

### Ludowa Republika Haven
- Sidney Harris – Dziedziczny Prezydent, szef rządu Ludowej Republiki. Jest członkiem Legislatorów, kasty rządzącej Ludową Republiką. Stara się za wszelką cenę zachować swoją władzę i uspokoić buntujących się Dolistów – niższą kastę Haven.
- Amos Parnell – admirał i głównodowodzący Ludowej Marynarki, odpowiedzialny za zaplanowanie strategii ataku na Gwiezdne Królestwo. Legislator o silnym poczuciu odpowiedzialności za swoich ludzi. Często żałuje, że obecny system nie pozwala Dolistom na dojście wyżej w strukturach Ludowej Marynarki.
- Robert Stanton Pierre – były urzędnik Ludowej Republiki, Dolista. Jego syn umarł w Bitwie o Yeltsin, o co Pierre obwinia Legislatorów. Jest przywódcą jednej z grup oporu przeciw Legislatorom, marzy o przewrocie i zaprowadzeniu powszechnej równości. Jego imię jest grą słów – podpisuje się jako Rob S. Pierre.
- Oscar Saint-Just – członek służb bezpieczeństwa wewnętrznego Ludowej Republiki, w sekrecie współpracujący z ruchem oporu Pierre’a. Jest uznawany za niezwykle skutecznego, odznacza się lojalnością wobec Pierre’a i rewolucji. Jego imię odnosi się do jednego z przywódców rewolucji francuskiej, Louisa de Saint-Justa, nazywanego Saint-Justem[3].

## Miejsca
- Gwiezdne Królestwo Manticore – monarchia parlamentarna z systemem lordowskim, rządzona przez królową Elżbietę Trzecią. Jej terytorium obejmuje trzy planety w układzie Manticore – Manticore, Sphinx i Gryphon – planetę Medusa w systemie Basilisk oraz kilkanaście baz wojskowych w różnych systemach gwiezdnych. Jest bogate dzięki znajdującemu się w systemi wormhole junction, tj. sieci błyskawicznych przejść międzygwiezdnych. Jego siły zbrojne uchodzą za jedne z najnowocześniejszych w zamieszkanej galaktyce.
- Hancock – system gwiezdny położony między Manticore a Haven, niezasiedlony[4]. Jego jedyną strukturą jest baza wojskowa Królestwa Manticore, Stacja Hancock, zawierająca stocznie naprawcze i niedużą część wypoczynkową dla członków załóg. Stacją dowodzi kapitan Paul Tankersley.
- Ludowa Republika Haven – drugie pod względem wielkości państwo zamieszkanej przestrzeni, ze stolicą na planecie Haven. Istnieje w nim podział na dwie klasy społeczne, rządzących państwem Legislatorów i ich poddanych, Dolistów. Większość Dolistów jest utrzymywana z hojnych zasiłków państwowych, co ma niszczycielski wpływ na gospodarkę kraju. Z tego powodu Legislatorzy prowadzą agresywną politykę zagraniczną, starając się podtrzymać swoją gospodarkę przez aneksję kolejnych systemów. Przeciwko nim na planecie Haven działa kilka dolistowskich organizacji podziemnych[3].